# Pollution azotée
La pollution azotée est la pollution par toutes les formes nocives de l'azote pour l'eau, l'air, les sols ou les écosystèmes. Cet azote a une origine  agricole et issue des transports (NOx). Elle se manifeste principalement par l'eutrophisation, ou la dystrophisation qui apparait quand il y a surabondance d'azote en général dans le milieu liquide, car les nitrates sont très solubles dans l'eau. La concentration en dépôts azotés a significativement augmenté ces deux derniers siècles. Des modélisations de la pollution azotée en Suisse ont estimé une concentration en dépôts azotés 2 à 3 fois plus importante aujourd'hui qu'en 1880, s'élevant ainsi à 17,5 kg N/ha/année. 
Les exemples récents de pollution par les marées vertes en Baie de Saint-Brieuc en sont un exemple. La pollution du milieu aquatique s'illustre ici par une augmentation saisonnière et très anormale du nombre d'algues vertes, lesquelles se nourrissent de l'azote en excès dans le sol et lessivé par les pluies vers la mer. De nombreux associations de protection de la nature protestent contre ces pollutions et notamment contre l'élevage intensif de porcs qui en est une des sources en Bretagne.

## Coûts
Selon une étude, le coût des effets de la pollution azotée sur l'air, les sols et les écosystèmes, et la santé environnementale est très élevé. Il s’élèverait à 70 à 320 milliards d’euros par an en Europe, soit entre 150 et 735 euros par personne et par an ; C'est plus que le double du bénéfice estimé apporté à l'agriculture . L'étude conduite par 200 experts, issus de 21 pays d'Europe, estime aussi que « Réduire notre consommation de protéines animales -qui dépasse de 70 % les recommandations nutritionnelles- aurait un impact significatif. 80 % de l'azote utilisé en agriculture sert en effet à produire de la nourriture pour l'élevage » et moins se déplacer en véhicule polluant, et changer les pratiques agricoles permettrait d'importants progrès.

## Impacts
Les impacts de cette pollution agissent aussi bien sur la flore que sur la faune. Une étude basée sur des terrains suisses a montré que d'importants dépôts atmosphériques en azote sont associés à une faible diversité florale et qu'ils affectent de nombreux indicateurs de biodiversité. Les auteurs ont trouvé que l'indicateur de biodiversité le plus touché est la diversité phylogénétique. Or une augmentation de cet indice de biodiversité a été associé avec une meilleure stabilité des écosystèmes et une plus grande productivité en termes de biomasse. Un autre indice fortement touché par ce type de pollution est la richesse spécifique. Selon les auteurs, la baisse de ces indices est causée par l'effet compétitif de certaines espèces. En effet les espèces compétitives savent profiter d'une amélioration des conditions, ici l'augmentation des nutriments, ce qui leur permet de surclasser leurs concurrentes qui sont négativement ou non affectées  par cette pollution (essentiellement les espèces dites rudérales ou tolérantes au stress).